# شون كينان
شون كينان (بالإنجليزية: Sean Keenan)‏ هو ممثل أسترالي، ولد في 18 يناير 1993 ببوسلتون في أستراليا.

## أعمال

### أفلام
- (2015) أرض الغريب

## ترشيحات
- Logie Award for Most Outstanding Newcomer [الإنجليزية]‏ (2008)
- AACTA Award for Best Young Actor [الإنجليزية]‏ (2007)

## وصلات خارجية
- شون كينان على موقع IMDb (الإنجليزية)
- شون كينان على موقع ألو سيني (الفرنسية)
- شون كينان على موقع أول موفي (الإنجليزية)
- شون كينان على موقع قاعدة بيانات الفيلم (الإنجليزية)
- شون كينان على موقع كينوبويسك (الروسية)